# سيمون كوك (لاعب كريكت)
سيمون كوك (15 يناير 1977 في المملكة المتحدة - )  (بالإنجليزية: Simon Cook)‏ هو لاعب كريكت بريطاني. لعب مع نادي مقاطعة ميدلسكس للكريكت ‏ وKent County Cricket Club ‏.

## وصلات خارجية
- سيمون كوك على موقع إي آس بي آن كريك إنفو (الإنجليزية)